# Abyssoanthus convallis
Abyssoanthus convallis is een Zoanthariasoort uit de familie van de Abyssoanthidae. De wetenschappelijke naam van de soort is voor het eerst geldig gepubliceerd in 2010 door Reimer & Sinniger.